# Ägyptisches Museum und Papyrussammlung

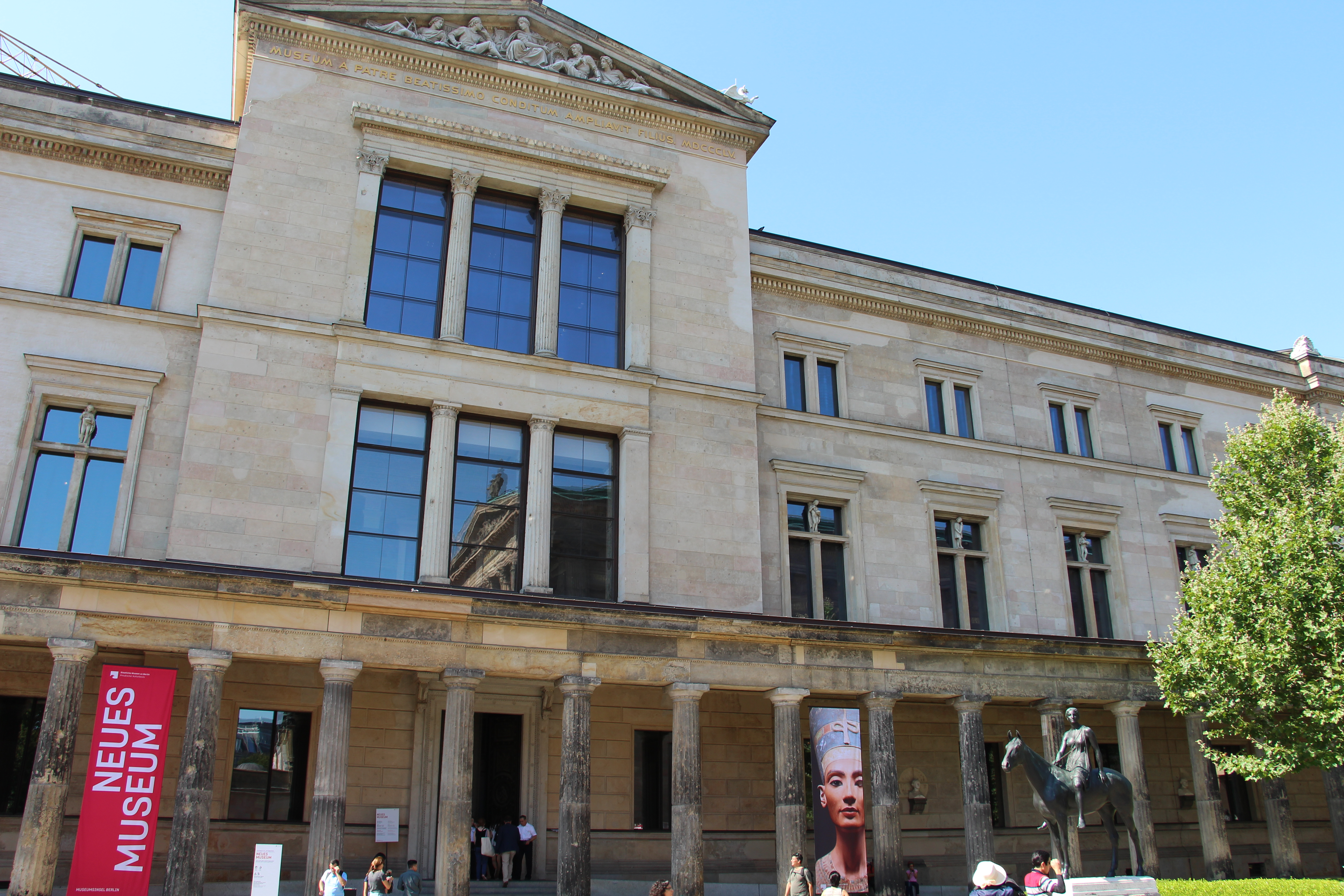
Neues Museum, sedan 2009 plats för egyptiska museet.

Ägyptisches Museum und Papyrussamlung, ungefär Egyptiska museet och papyrussamlingen, är ett museum i Berlin, Tyskland som utgör en del av Neues Museum. Museet är specialiserat och inriktat på antikens Egypten, och innehåller bland annat statyer, reliefer hantverk och papyrus som är funna i tempel och gravar i Egypten och Sudan. Museet har en känd byst av Nefertiti, Nefertitibysten, som fortfarande har kvar färgdetaljer, och dess samlingar är bland de viktigaste i världen när det kommer till antika egyptiska artefakter.
Museet har sin bakgrund i kungliga samlingar från preussiska kungar under 1700-talet. Alexander von Humboldt rekommenderade skapandet av en egyptisk sektion, och de första objekten togs till Berlin 1828 under Fredrik Vilhelm III. Museet skadades svårt under andra världskriget, och efter kriget delades museet mellan Östberlin och Västberlin, för att återförenas efter Tysklands återförening.